# 2010 en Guinée-Bissau
Cet article présente les faits marquants de l'année 2010 en Guinée-Bissau.

## Évènements

### Janvier
- Jeudi 21 janvier 2010 : le Fonds monétaire international se dit « très satisfait » de la gestion adéquate des dépenses internes et de l'exercice fiscal 2009 lors duquel les recettes de l'État ont largement augmenté. Les prévisions de croissance sont de 3,5 % pour 2010 et 4 % pour 2011. L'État a payé début janvier l'intégralité des arriérés de salaires des fonctionnaires et la dette due aux banques locales, pour un montant de quelque 25 millions d'euros, grâce à un appui budgétaire de l'Union européenne de 26 millions d'euros.

### Mars
- Lundi 29 mars 2010 : le contre-amiral Bubo Na Tchute, ex-chef de la Marine nationale, accusé de tentative de coup d'État en août 2008 et revenu récemment, est obligé de se réfugier dans les locaux de l'ONU à Bissau. Il avait été contraint de fuir la Guinée-Bissau en décembre 2009, accusé d'être un des barons du trafic de cocaïne depuis l'Amérique du Sud et l'initiateur de deux assassinats l'an passé.

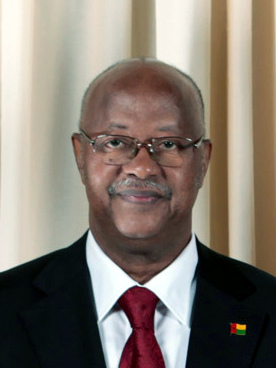
Carlos Gomes Junior (septembre 2009)

### Avril
- Jeudi 1er avril 2010 : Tentative de coup d'État sur fond de trafic de cocaïne[1].
  - Des soldats de l'État-major ont arrêté le premier ministre, Carlos Gomes Junior, tôt ce matin dans sa résidence à Bissau. La radio nationale a interrompu ses programmes pour diffuser de la musique militaire.
  - Plusieurs centaines de personnes, pour la plupart des sympathisants du Parti africain pour l'indépendance de la Guinée et du Cap vert (PAIGC, au pouvoir, ex-parti unique), se sont rassemblées devant le siège du gouvernement pour protester contre l'arrestation du premier ministre et exiger sa libération.
  - L'amiral Bubo Na Tchute, accusé de tentative de coup d'État en août 2008 et réfugié depuis lundi dans les locaux de l'ONU à Bissau sort de sa retraite.
  - Le général Antonio Indjai, nouveau chef de l'armée, qui a renversé le chef d'état-major, le général Zamora Induta, l'accusant de mener le pays au « chaos » et de gérer l'armée comme « une propriété privée », affirme qu'il veut « juger » le premier ministre Carlos Gomes Junior comme un « criminel » et menace de le faire « assassiner » si les manifestations en sa faveur ne cessent pas.

- Vendredi 2 avril 2010 : le premier ministre, Carlos Gomes Junior est libéré en début d'après-midi, puis a rencontré le président Malam Bacai Sanha, avant de déclarer : « La situation est maintenant assainie. Je peux vous assurer que les institutions vont se remettre à fonctionner normalement […] Je ne démissionnerai pas car j'ai été élu démocratiquement, je considère ce qui s'est passé hier comme un incident ». La situation s'est normalisée dans la capitale : la police remplace l'armée dans les rues, et la radio nationale, qui passait jeudi de la musique militaire, a repris ses émissions.

- Jeudi 8 avril 2010 : la Banque mondiale accorde un financement supplémentaire de 2,870 millions d'euros pour soutenir la production de riz de quelque 2 000 petits exploitants agricoles et les cantines scolaires de 232 écoles. Elle appelle les partenaires publics à prendre « le risque de faire des investissements massifs et à long terme dans ce pays pour l’aider à sortir du cercle vicieux des crises ».

- Lundi 19 avril 2010 : la situation politique est toujours instable entre le premier ministre Carlos Gomes Junior, affaibli depuis l'arrestation du général Zamora Induta, et le président Malam Bacai Sanha[2].

### Juillet
- Samedi 3 juillet 2010 : l'ambassade des États-Unis « regrette » la nomination officielle du général Antonio Indjai comme chef de l'armée, le jugeant « indigne de diriger les forces armées », car impliqué dans le double assassinat, en mars 2009, du chef d'état-major général Batista Tagmé Na Wai et du président Joao Bernardo Vieira. Auparavant, les États-Unis se sont inquiétés des « indications selon lesquelles de hauts membres des forces armées et du gouvernement civil sont impliqués dans le trafic de stupéfiants ».

- Mardi 6 juillet 2010 : la chef de la diplomatie de l'Union européenne, Catherine Ashton, annonce son intention de « réexaminer » l'aide au développement accordé à la Guinée-Bissau en raison de l'investiture d'un nouveau chef d'état-major, le général Antonio Indjai, qui avait renversé le précédent chef des armées, et « considère que la situation présente pourrait constituer une violation des engagements de la Guinée-Bissau en termes de respect des droits de l'Homme, de démocratie et d'État de droit » pris dans le cadre de l'accord de Cotonou de juin 2000. L'UE a mis en place en 2008 une mission visant à soutenir la réforme du secteur de la sécurité (police, justice, armée) dans le pays.

### Août
- Mercredi 4 août 2010 : l'armée de Guinée-Bissau accepte le principe de l'arrivée d'une force étrangère pour œuvrer à la stabilisation du pays frappé par une instabilité politique et militaire chronique et de violences. Cette force sera composée d'éléments de la Communauté économique des États de l'Afrique de l'ouest (Cédéao), de la Communauté des pays de langue portugaise (CPLP) et de l'Union africaine (UA)[3].